# 第1空軍 (アメリカ軍)
第1空軍（First Air Force）は、アメリカ空軍の航空軍の一つ。アメリカ合衆国本土の防空を担当する部隊であり、作戦統制においてはアメリカ北方軍（NORTHCOM）、部隊管理においては航空戦闘軍団（ACC）の指揮を受ける。
北方軍の空軍部隊として北方空軍（AFNORTH）を構成するほか、北アメリカ防空宇宙司令部との作戦調整を行っている。司令部はフロリダ州ティンダル空軍基地。現在の戦力は空軍州兵を主体にしており、現在では北方空軍（AFNORTH）司令官兼第1空軍司令官には予備役中将が充てられている。

## 歴史
アメリカ陸軍航空隊の部隊として1940年にニューヨーク州で編成された。第二次世界大戦中は、アメリカ本土にあり、本土北東部における防空および対潜哨戒、訓練を任務としていた。1946年にはアメリカ陸軍航空軍防空軍団に組み入れられ、1947年にはアメリカ空軍の設立に伴い、空軍所属となっている。1948年に大陸航空軍団に所属に変更となり、空軍州兵と空軍予備役の部隊となった。1958年には編成解除されている。
1968年にアメリカ本土北東部の防空を担当する部隊として一時復帰編成したものの、1969年には再び編成解除された。1979年に航空宇宙防衛軍団（旧・防空軍団）が再編成により編成解除され、要撃機の空軍州兵移管、戦術航空軍団（TAC）の傘下に戦術航空軍団防空部（Air Defense, Tactical Air Command: ADTAC）が設立された。1985年に第1空軍は復帰編成し、ADTAC傘下で戦力提供および訓練を担当する部隊となった。
1992年に航空戦闘軍団の所属となったが、主要任務には変更がなく、空軍州兵を主体としたアメリカ本土防空を担当している。